# Wotagei
Wotagei (ヲタ芸 otagei?), surge de la mezcla de la palabra ota (otaku) y gei (arte), es decir, "el arte del otaku" y consiste en realizar una serie de pasos, gritos, saltos y movimientos durante los conciertos de las Idols (jyosei o seiyuu) e incluso durante las presentaciones de las idols de banqueta en Akihabara. Asimismo, el wotagei realizado por los fanes (wotas) también es común que se efectúe sin la presencia de una idol, en reuniones de grupos, en convenciones de anime-manga y en cafés.

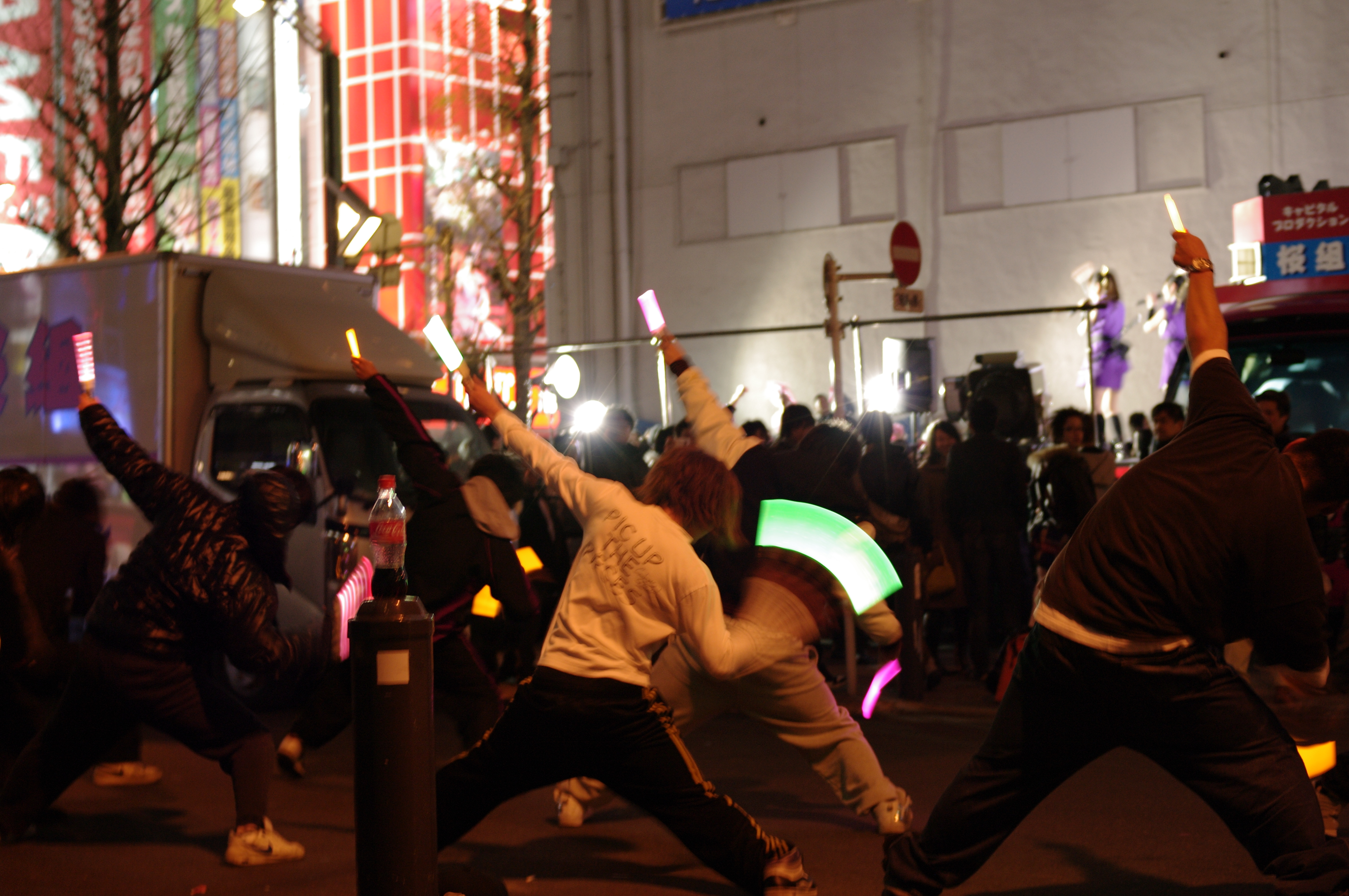
Grupo Wotagei

Si bien el término "otaku" (お宅) en la jerga cotidiana se emplea para definir a aquellos seguidores del anime y manga, el término wota (ヲタ?) -se pronuncia ota- se ha comenzado a usar para definir a aquellos seguidores de la música idol y de manera muy específica del Hello! project, aunque la definición se aplica a cualquier fan de Idol japonesa femenina, entendiendo que este tipo de artistas cantan música exclusivamente Kawaii.
De esta manera, ha nacido un nuevo tipo de otaku que ha adquirido nombres tales como "Haro-wota" (ハロヲタ) -seguidor del Hello! Project-, Mo-wota (モーヲタ?) -seguidor de Morning Musume-, Beri-wota (ベリヲタ?) -seguidor de Berryz Koubou-, etc.
El wotagei por su estructura se limita a la música Idol japonesa femenina, por lo que resulta imposible adaptarlo o aplicarlo a otros géneros como el Rock o sus variantes como el Visual e incluso en la música Pop ordinaria, aplicándose para éstos casos el equivalente llamado Ouendan.
La razón de este fenómeno es la peculiaridad del movimiento Idol en Japón, donde la base de fanes adquiere matices muy especiales y se conforma un gran sentimiento de simpatía y afectividad de los fanes hacia las Idols.

## Historia
En la década de 1970 se crearon grupos de fanes llamados Idol Okkake, los cuales acudían a los programas de TV, conciertos y presentaciones públicas a apoyar a su idol empleando gritos y aplausos coordinados según cada canción, en algo que tradicionalmente se le llamó Ouendan. Con la evolución del fenómeno Idol los fanes mejoraron sus técnicas e incluyeron mejores coreografías basadas en movimientos que las mismas Idols incluían en sus temas, dando origen al Wotagei moderno.
El "Wotagei" fue perfecionado por el grupo Idol llamado Candies, ellas estuvieron activas entre 1973 y 1978, junto con su discográfica distribuían unos panfletos antes de los conciertos, llamados Ouen Panfureto en el cual especificaban como "gritar, saltar y apoyar" durante cada canción y conciertos, en 1985 el legendario grupo de idols Onyanko Club retoma el Wotagei, que estuvo presente desde su primer programa en Fuji_Television llamado Yuuyake Nyan Nyan hasta su último concierto en 1987.
Después se populariza en 2005 por los fanes de la música del Hello! Project para definir lo que ellos consideran "su propia forma de arte como fans" y consiste en realizar una serie de pasos, gritos, saltos y movimientos con un grado de coordinación que va acorde con cada uno de los temas musicales, de acuerdo a una tabla o código de movimientos.
Sin embargo, debido al escarnio social producido por la difusión del wotagei en Japón, los seguidores moderados del Hello! Project dejaron de realizar wotagei de manera pública y limitaron este tipo de expresiones solamente a los conciertos.
Debido a esto, la práctica del wotagei cambió de espacio y se popularizó rápidamente como una forma de apoyar a las "idol de banqueta" y a las seiyuu que ofrecen sus conciertos en Akihabara.
Actualmente el término "Wotagei" ya no se utiliza, ya que esta ligado específicamente a solo grupos idol's, el término actual, que aplica a cualquier tipo de música japonesa, sea J-Pop o J-Rock, es el Ouendan. El Ouendan no aplica solo a la música, es algo general que se utiliza en equipos deportivos y sus equipos de porrismo.